# Carlos Zambrano (baseball)
Pour les articles homonymes, voir Carlos Zambrano.
Carlos Alberto Zambrano Matos (né le 1er juin 1981 à Puerto Cabello, Venezuela) est un lanceur droitier de baseball évoluant en Ligue majeure de 2001 à 2012. Il joue 11 de ses 12 saisons avec les Cubs de Chicago.
Il compte trois sélections au match des étoiles (2004, 2006 et 2008) et trois Bâtons d'argent. Il réussit en 2008 un match sans point ni coup sûr pour les Cubs.

## Biographie

### Cubs de Chicago
Arrivé en Ligue majeure en 2001 avec les Cubs, il signe en 2007 un contrat de 5 ans avec les Cubs pour un montant de 91,5 millions de dollars. 
Il est sélectionné trois fois au Match des étoiles en 2004, 2006 et 2008. L'année de sa première sélection, il remporte 16 victoires contre 8 défaites et sa moyenne de points mérités de 2,75 est non seulement la meilleure de sa carrière mais aussi la 4e meilleure de la Ligue nationale. Considéré pour le trophée Cy Young du meilleur lanceur, il prend la 5e place du vote de fin d'année.
En 2006, il mène la Ligue nationale avec 16 victoires contre 7 défaites. En 2007, il remporte un sommet en carrière de 18 gains. Ces deux années, il termine chaque fois 5e au vote pour le trophée Cy Young,.
Le 14 septembre 2008, Carlos Zambrano a lancé un match sans point ni coup sûr dans une victoire des Cubs, 5-0 sur les Astros de Houston. Dans ce match, Zambrano a retiré 10 frappeurs des Astros sur les prises et n'a affronté qu'un frappeur de plus que le minimum de 27. Il s'agissait du second match sans point ni coup sûr de la saison 2008 dans le baseball majeur (l'autre ayant été réussi par Jon Lester), le premier par un lanceur de la Ligue nationale depuis 2006, et le premier par un artilleur des Cubs de Chicago depuis Milt Pappas en 1972. Il s'agit du seul match sans coup sûr réussi en terrain neutre, puisque le match devant avoir lieu au domicile des Astros avait été exceptionnellement déplacé au Miller Park de Milwaukee puisque la ville de Houston subissait le passage de l'ouragan Ike, rendant impossible la présentation d'un match de baseball.
À trois reprises (2006, 2008 et 2009), les qualités de frappeur de Zambrano ont été récompensées par un Bâton d'argent à la position de lanceur.
Le 25 juin 2010, il est renvoyé à la maison par le manager Lou Piniella après une altercation avec son coéquipier Derrek Lee dans l'abri des joueurs des Cubs. Zambrano quitte le U.S. Cellular Field, où les Cubs affrontent les White Sox, en criant des obscénités aux journalistes. Il est suspendu indéfiniment par son équipe. La suspension est finalement maintenue six semaines.
Le 12 août 2011, dans une défaite de 10 à 4 des Cubs devant les Braves d'Atlanta, Zambrano accorde pour la première fois de sa carrière cinq coups de circuit en un match. Il quitte en cinquième manche lorsqu'il est expulsé par l'arbitre pour avoir effectué trois lancers de suite trop à l'intérieur, près du frappeur adverse. Zambrano vide son casier, annonce qu'il prend sa retraite et quitte le vestiaire à la stupéfaction de ses coéquipiers. Le lendemain, l'équipe le suspend pour 30 jours, durant lesquels il ne touchera aucun salaire. Zambrano n'est pas réintégré dans la formation par la suite.
En 11 saisons à Chicago, Zambrano remporte 125 victoires contre 81 défaites avec une moyenne de points mérités de 3,60 en 1826,2 manches lancées, neuf matchs complets, quatre blanchissages et 1542 retraits sur des prises. En offensive, ses 23 coups de circuit représentent un record de franchise pour un lanceur. C'est aussi le plus grand nombre de circuits frappé par un lanceur dans le baseball majeur depuis les 24 réussis par Bob Gibson au cours de sa carrière de 1959 à 1975.

### Marlins de Miami
Le 5 janvier 2012, les Cubs transfèrent Zambrano aux Marlins de Miami en retour du lanceur droitier Chris Volstad. De plus, les Marlins n'ont à payer en 2012 que 2,5 millions de dollars sur les 18 auxquels Zambrano a droit en vertu de son contrat avec les Cubs, qui débourseront le reste de la somme. À Miami, le lanceur joue sous les ordres du manager Ozzie Guillén, un compatriote avec qui il a déjà tourné des commerciaux dans leur pays natal, le Venezuela.
À son premier voyage à Chicago comme joueur des Marlins en juillet 2012, Zambrano présente des excuses aux partisans des Cubs pour son comportement des 2 dernières années et demie de sa carrière là-bas. Zambrano ne lance pas durant cette série Marlins-Cubs.
Il effectue 20 départs et 15 présences en relève pour Miami en 2012, remportant 7 victoires contre 10 défaites. Sa moyenne de points mérités se chiffre à 4,49 en 132 manches et un tiers de travail. Il devient agent libre après la saison.

## Statistiques
| Saison | Équipe       | G   | GS  | CG | SHO | V   | D  | SV | IP     | SO   | ERA   |
| ------ | ------------ | --- | --- | -- | --- | --- | -- | -- | ------ | ---- | ----- |
| 2001   | Chicago Cubs | 6   | 1   | 0  | 0   | 1   | 2  | 0  | 7.2    | 4    | 15,26 |
| 2002   | Chicago Cubs | 32  | 16  | 0  | 0   | 4   | 8  | 0  | 108.1  | 93   | 3,66  |
| 2003   | Chicago Cubs | 32  | 32  | 3  | 1   | 13  | 11 | 0  | 214.0  | 168  | 3,11  |
| 2004   | Chicago Cubs | 31  | 31  | 1  | 1   | 16  | 8  | 0  | 209.2  | 188  | 2,75  |
| 2005   | Chicago Cubs | 33  | 33  | 2  | 0   | 14  | 6  | 0  | 223.1  | 202  | 3,26  |
| 2006   | Chicago Cubs | 33  | 33  | 0  | 0   | 16  | 7  | 0  | 214.0  | 210  | 3,41  |
| 2007   | Chicago Cubs | 34  | 34  | 1  | 0   | 18  | 13 | 0  | 216.1  | 177  | 3,95  |
| 2008   | Chicago Cubs | 30  | 30  | 1  | 1   | 14  | 6  | 0  | 188.2  | 130  | 3,91  |
| 2009   | Chicago Cubs | 28  | 28  | 1  | 1   | 9   | 7  | 0  | 169.1  | 152  | 3,77  |
| 2010   | Chicago Cubs | 36  | 20  | 0  | 0   | 11  | 6  | 0  | 129.2  | 117  | 3,33  |
| Totaux | Totaux       | 295 | 258 | 9  | 4   | 116 | 74 | 0  | 1681.0 | 1441 | 3,50  |

| Saison | Équipe       | G | GS | CG | SHO | V | D | SV | IP   | SO | ERA  |
| ------ | ------------ | - | -- | -- | --- | - | - | -- | ---- | -- | ---- |
| 2003   | Chicago Cubs | 3 | 3  | 0  | 0   | 0 | 1 | 0  | 16.2 | 12 | 5,94 |
| 2007   | Chicago Cubs | 1 | 1  | 0  | 0   | 0 | 0 | 0  | 6.0  | 8  | 1,50 |
| 2008   | Chicago Cubs | 1 | 1  | 0  | 0   | 0 | 1 | 0  | 6.1  | 7  | 4,26 |
| Totaux | Totaux       | 5 | 5  | 0  | 0   | 0 | 2 | 0  | 29.0 | 27 | 4,34 |

Note : G = Matches joués ; GS = Matches comme lanceur partant ; CG = Matches complets ; SHO = Blanchissages ; 
V = Victoires ; D = Défaites ; SV = Sauvetages ; IP = Manches lancées ; SO = Retraits sur des prises ; ERA = Moyenne de points mérités.